# Elke Weckeiser

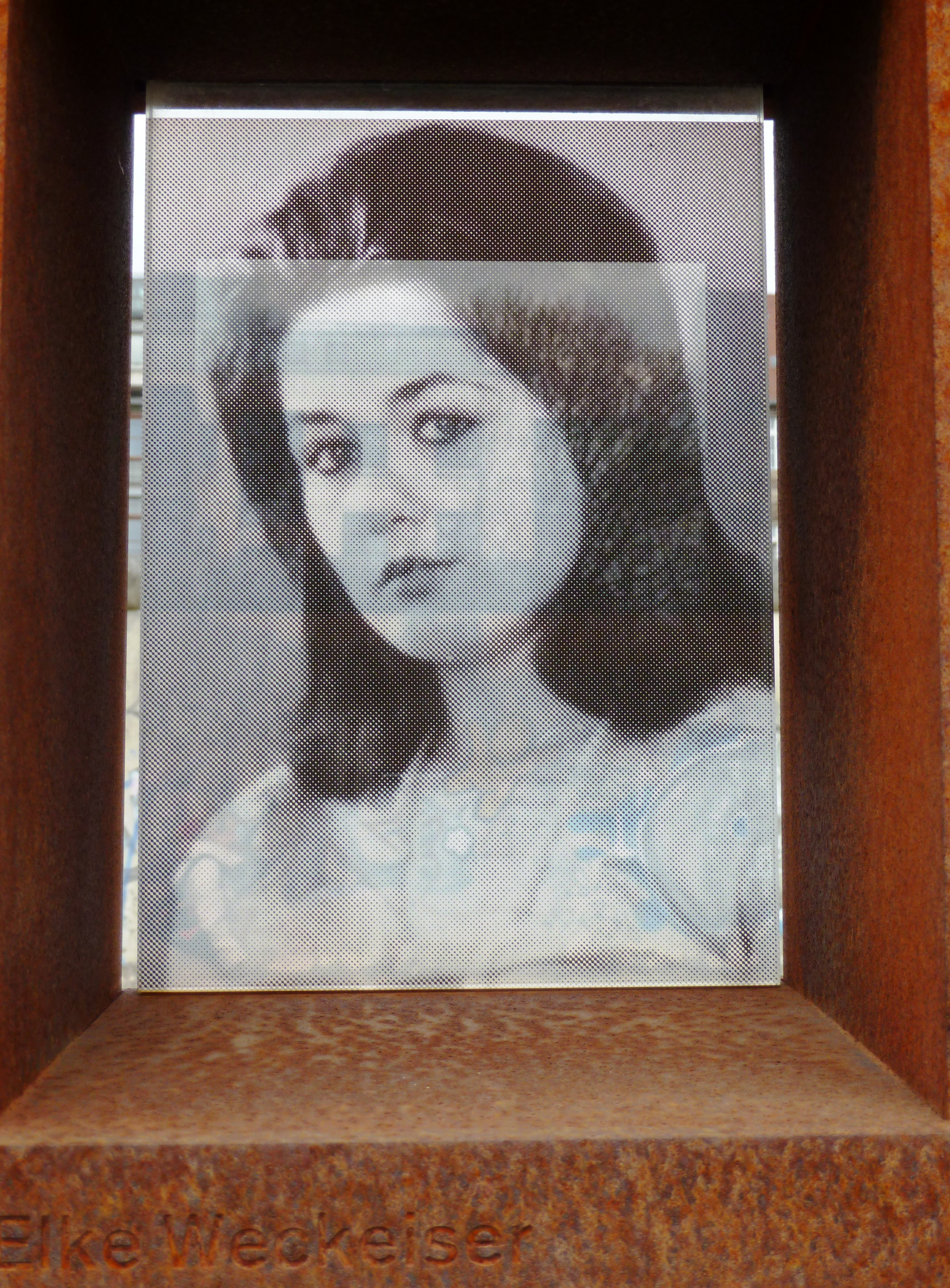
Elke Weckeiser im Fenster des Gedenkens der Gedenkstätte Berliner Mauer

Elke Weckeiser (* 31. Oktober 1945 in Lebus; † 18. Februar 1968 in Berlin) war ein Todesopfer an der Berliner Mauer. Zusammen mit ihrem Ehemann Dieter Weckeiser versuchte sie, aus der DDR zu fliehen und wurde von Angehörigen der Grenztruppen der DDR erschossen.

## Leben
Nach der Schule absolvierte sie eine Ausbildung in einem Textilberuf und arbeitete anschließend als Küchenhilfe in einer Betriebskantine in Fürstenwalde. Mit 20 Jahren lernte sie 1966 ihren zukünftigen Ehemann kennen, der aus der vorherigen Ehe drei Kinder hatte.
Am 18. Februar 1968 versuchte sie mit ihrem Mann, die Grenze nach West-Berlin zu überwinden. Das Kapelle-Ufer, die ausgewählte Stelle in Berlin-Mitte an der Spree gegenüber dem Reichstagsgebäude, war besonders dicht überwacht und mit umfangreichen Grenzsicherungsanlagen ausgestattet. Zusätzlich hätte das Ehepaar noch die Spree durchschwimmen müssen, die im Februar Temperaturen um den Gefrierpunkt hatte. Gegen 23 Uhr zwängte sich das Paar durch einen Stacheldrahtzaun und fiel Grenzsoldaten auf einem Wachturm in der Nähe auf. Die Soldaten eröffneten umgehend und ohne Vorwarnung das Feuer auf die Flüchtenden. Von den 17 abgegebenen Schüssen trafen zwei Elke Weckeiser in Brust und Oberschenkel. Ihr Mann Dieter erlitt einen Schädeldurchschuss. Beide wurden in das Krankenhaus der Volkspolizei gebracht. Dort starb Elke Weckeiser noch in der gleichen Nacht, ihr Mann am darauf folgenden Tag.
Die Todesumstände der Weckeisers wurden vom Ministerium für Staatssicherheit verschleiert. Gegenüber der ersten Frau Dieter Weckeisers wurde behauptet, die beiden seien bei einem Verkehrsunfall mit einem gestohlenen Auto umgekommen. Für ihr Handeln bekamen die Grenzsoldaten neben einer Belobigung auch die Medaille für vorbildlichen Grenzdienst verliehen. Nach der deutschen Wiedervereinigung erhob die Staatsanwaltschaft Berlin Anklage gegen die Todesschützen in einem Mauerschützenprozess vor dem Landgericht Berlin. Der ausführende Grenzsoldat wurde zu einer Freiheitsstrafe auf Bewährung von 21 Monaten verurteilt, während seine unmittelbaren Vorgesetzten freigesprochen wurden.